# 路易斯罕多弗 (英國國會選區)

選區在大倫敦的位置

路易斯罕多弗（英語：Lewisham Deptford），英國國會一自治市選區，包括大倫敦東南部劉易舍姆區北部的七個地方選區。
本區始設於1974年，一直支持工黨的候選人。2010年大選中瓊·路多克以53.7%選票五度連任成功。